# Леон Павел Сапега
Леон Павел Сапега (пол. Leon Paweł Sapieha; 1856, Париж — 8 лютого 1893, Більче-Золоте) — політичний діяч, князь. Старший син князя А. Сапеги, онук князя Л. Сапеги.

## Життєпис
Народився в м. Париж (Франція). Посол (депутат) Галицького крайового сейму (1887—89). Згідно зі спогадами М. Антоневича претендував на корону проектованого О. Бісмарком «Київського королівства» (1888). Листувався з О. Барвінським та іншими галицько-українськими діячами.
Помер у маєтку Більче-Золоте.